# 765 Mattiaca
A 765 Mattiaca (ideiglenes jelöléssel 1913 SV) a Naprendszer kisbolygóövében található aszteroida. Franz Kaiser fedezte fel 1913. szeptember 26-án.